# Dennis J. Hejlik

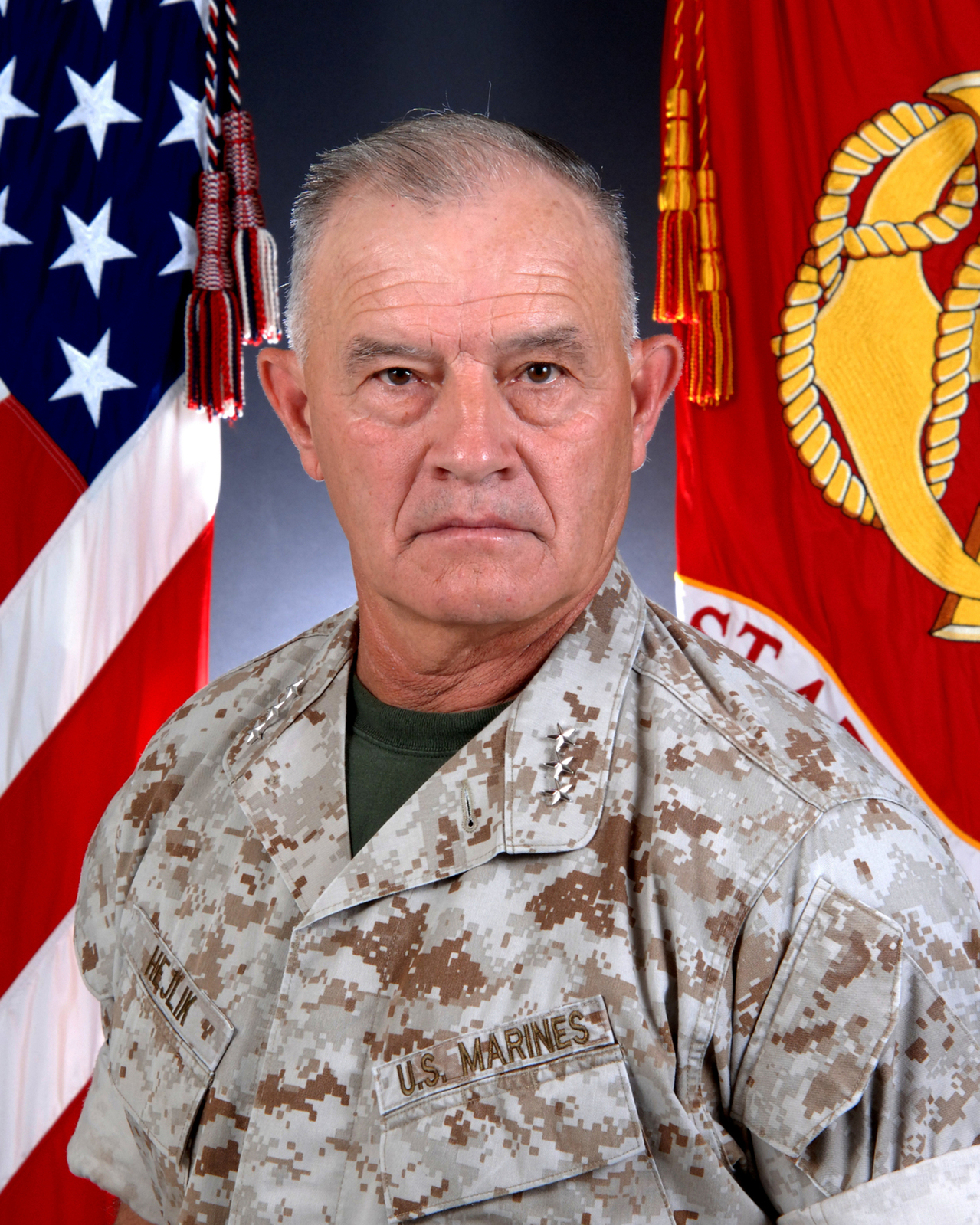
LtGen. Hejlik (2008)

Dennis J. Hejlik (* in Garner, Iowa) ist ein Lieutenant General des United States Marine Corps und seit dem 25. Juli 2008 Kommandeur der II. Marine Expeditionary Force (II MEF). Davor war er von Oktober 2005 bis Juli 2008 Kommandierender General des Marine Corps Forces Special Operations Command. Bis Ende 2005 war er Kommandeur der 1st Marine Expeditionary Brigade und stellvertretender Kommandeur der I. Marine Expeditionary Force (I MEF).

## Militärische Laufbahn
Hejlik trat 1968 in das US Marine Corps (USMC) ein und erreichte bis zu seiner ehrenhaften Entlassung 1972 den Rang eines Sergeants. Er graduierte 1975 an der Mankato State University und kehrte ins USMC zurück, um dort das Platoon-Leaders-Programm zu absolvieren und dann das Offizierspatent als Second Lieutenant zu erhalten.
Nachdem er im Dezember 1975 die US Marine Corps Basic School abgeschlossen hatte, wurde er zum 2. Bataillon des 5. US-Marineregiments versetzt, in welchem er als Zugführer einen Schützen- und einen schweren Waffenzug führte. Im Juli 1978 wurde Hejlik, zum First Lieutenant befördert, zur 3. US-Marineinfanteriedivision versetzt, wo er als Standortassistent des Kommandierenden Generals diente. Im Juli 1979 wurde Hejlik in die Marine Barracks Yorktown, Virginia versetzt, wo er als Zugführer und Wachoffizier diente. Dabei absolvierte Captain Hejlik auch die Amphibious Warfare School in Quantico, Virginia. Im Mai 1983 wurde Hejlik zum 3. Bataillon, 8. US-Marineregiment versetzt, wo er zunächst als Kommandierender Offizier (CO) einer Waffenkompanie und später als Logistikoffizier (S-4) des Bataillons eingesetzt wurde. Nun bereits zum Major befördert, wurde er im Mai 1986 zum US Marine Corps Combat Development Command in Quantico versetzt und diente als Taktikausbilder an der Amphibious Warfare School.
Von 1989 bis 1990 absolvierte Hejlik das US Marine Corps Command and Staff College. Nach dem dortigen Abschluss wurde er nach Washington, D.C. in das Marine-Corps-Hauptquartier versetzt, um dort in der Abteilung für Mannschaftseinsatz -Sektion für Personal- und Reservistenangelegenheiten - eingesetzt zu werden. Während der Operation Desert Storm diente er als Operationsoffizier (G-3) der I. Marine Expeditionary Force. Von 1992 bis 1993 absolvierte Lieutenant Colonel Hejlik das Naval War College mit einem Master of Science in Nationaler Sicherheitsstrategie. Im Juni 1993 wurde er zur 2. US-Marineinfanteriedivision versetzt, wo er als Personaloffizier (G-1A) diente, bis er im November 1993 das Kommando über das 1. Bataillon des 2. US-Marineregiments übernahm und 1996 schließlich den Posten des Ersten Offiziers (XO) der 2. US-Marineinfanterieregiments übertragen bekam.
Im Januar 1996 wurde Hejlik abermals in Hauptquartier versetzt, um dort als militärischer Seniorpartner im Ausschuss für Auswärtige Beziehungen zu dienen. Im Juli 1997 übernahm er das Kommando über die Marine Barracks Washington. Danach wurde er im Juli 1999 dem Commandant of the Marine Corps als Militärsekretär zugeordnet. 2001 wurde er als Leitender Direktor für Spezialoperationen und Terrorismusbekämpfung im Office of the Secretary of Defense Net Assessment (OSD) eingesetzt. 2002 wechselte Hejlik zum US Special Operations Command (USSOCOM) und wurde dort als Stabschef und Direktor des Zentrums für Kommandounterstützung eingesetzt. Im August 2003 wurde er Direktor des Zentrums für Richtlinien, Ausbildung und Truppenbereitschaft des USSOCOM.
Im Juli 2004 wurde Brigadier General Hejlik als Kommandierender General der 1st Marine Expeditionary Brigade in Camp Pendleton in Kalifornien eingesetzt und war damit auch stellvertretender Kommandeur der I MEF. In dieser Funktion war er auch in der Vorbereitung der Operation Phantom Fury zur Niederschlagung des Widerstands bei der Besetzung von Falludschah beteiligt. Im Oktober 2005 übernahm er das Kommando über das neu aufgestellte Marine Corps Forces Special Operations Command (MARSOC) im Camp Lejeune, North Carolina.
Dieses Kommando war ein Novum in der Geschichte des US Marine Corps, gegen das sich viele lange Zeit gesträubt hatten, weil die Aufstellung eines solchen Kommandos für Spezialeinsätze den elitären Ruf des USMC angeblich untergraben hätte. Jedoch wurden diese Überlegungen im Zuge des Krieges gegen den Terror neu überdacht und Ende 2005 vom Secretary of Defense Rumsfeld und dem Commandant Hagee die Aufstellung einer solchen Einheit beschlossen. Hejliks Beförderung zum Major General wurde am 16. März 2006 vom US-Senat bestätigt.
Am 13. März 2008 wurde Hejlik für den Posten des Kommandeurs der II. Marine Expeditionary Force (II MEF) nominiert und löste nach der Beförderung zum Lieutenant General Keith J. Stalder am 25. Juli auf diesem Posten ab. Einen Tag zuvor übergab er am 24. Juli den Posten des MARSOC-Kommandeurs an Major General Mastin M. Robeson.
Am 7. April 2010 wurde Hejlik für den Posten des Kommandeurs des US Marine Corps Forces Command, der Marine-Corps-Komponente des US Joint Forces Command in Norfolk, Virginia, nominiert. Er wird auf diesem Posten Richard F. Natonski ablösen.
Seine Auszeichnungen umfassen u. a.: die Defense Superior Service Medal mit Eichenlaub, das Legion of Merit mit Eichenlaub, die Meritorious Service Medal mit zweifachem Eichenlaub, die Navy Commendation Medal und die Navy Achievement Medal.